# غوستافو ألفاريز
غوستافو ألفاريز (بالإسبانية: Gustavo Álvarez)‏ هو لاعب كرة قدم أرجنتيني، ولد في 27 أكتوبر 1972 في هايدو في الأرجنتين. لعب مع أرسنال ساراندي.